# هیچ عشق
«هیچ ‌عشق» (به انگلیسی: No Love) عنوان ترانه‌ای از امینم به همراهی لیل وین، خواننده رپ آمریکایی است که در سال ۲۰۱۰ میلادی در ایالات متحده منتشر شد.